# Monochamus subtriangularis
Monochamus subtriangularis är en skalbaggsart som beskrevs av Stefan von Breuning 1971. Monochamus subtriangularis ingår i släktet Monochamus och familjen långhorningar. Inga underarter finns listade i Catalogue of Life.